# Clarice Modeste-Curwen
Clarice Modeste-Curwen là một chính trị gia và nhà giáo dục từ Grenada. Là thành viên của Đảng Quốc gia mới, bà đã phục vụ trong Quốc hội Grenada từ năm 1999, và trước đây từng giữ chức Bộ trưởng Bộ Y tế và Môi trường.